# 犬山殿
犬山殿（いぬやまどの、生没年不詳）は、戦国時代の女性。織田信秀の娘で信長の姉。

## 生涯
名は不明。通称は犬山殿と呼ばれ、信長の姉に当たる。夫の織田信清は犬山城主で信長、犬山殿両者にとって従兄弟にあたるが、信長の父信秀の時代である天文18年（1549年）には領地を横領するなど敵対関係にあった。後を継いだ信長は信清との和解に動き、姉を信清に娶せたのである。しかし両者が協同して奪い取った岩倉城の処理をめぐって対立が再燃、永禄5年（1564年）、信長は犬山城を落城させ犬山殿は信清と離別、信長の庇護下に置かれた。
信清との間には女児があったようで、天正3年（1575年）1月11日付で信長はその女児に美濃福光郷の段銭50貫文を扶助している。天正10年（1582年）6月に本能寺の変で信長が死去すると、新たな尾張国主となった信長の次男・信雄の庇護下に置かれ、化粧料についての記録が残っているが、その後の消息、具体的な没年については不明である。